# تاتیانا شراموک
تاتیانا شراموک (انگلیسی: Tatyana Shramok؛ زادهٔ ۳ ژوئن ۱۹۸۲) بازیکن فوتبال اهل بلاروس است.
وی همچنین در تیم ملی فوتبال Belarus بازی کرده‌است.